# Computazione
Il termine computazione deriva dal latino computare che significa sia "contare" sia "tagliare" e ha diversi significati nella lingua italiana. Questo termine viene interpretato come
- l'azione di "fare il computo" o "il risultato del computo" ovvero l'azione di "fare i calcoli" o il "risultato di calcoli";
- sinonimo di calcolo;
- rappresentazione statica di un processo fisico in termini di stati e di transizioni tra stati o eventi;
- l'azione di fare i calcoli utilizzando mezzi meccanici di vario tipo come l'abaco, bastoni o tavolette e, soprattutto, il computer;
- la capacità di un sistema di memorizzare informazioni, elaborarle e trasmetterle;
- addebito, messa in.